# Fey (Vaud)
Fey és un municipi de Suïssa del cantó de Vaud, al districte del Gros-de-Vaud.